# 新選組始末記
《新選組始末記》（日語：新撰組始末記；英語：Shinsengumi Chronicles）是1963年1月3日日本上映的時代劇電影，原作為子母澤寬1928年同名著作，敘述幕末的武士組織「新選組」與討幕人士的激烈戰鬥。

## 劇情概要
幕末的德川幕府，因列強的壓迫下，力量衰減，從此一蹶不振。就在此時，由芹澤鴨、近藤勇、土方歲三、山南敬助、沖田總司等人組織了「新選組」共同保衛幕府的政權。有志義士山崎蒸，不顧伴侶的強烈反對下，躊躇滿志的向新選組毛遂自薦，要求加入。隨之山崎以他超群的劍法，很快的得到近藤和土方等人的信賴，而前局長芹澤鴨在新選組內部革命時遭到了處決，正好被山崎見狀，從此對新選組有所顧忌，「池田屋事件」中，山崎為了保護的同伴，不得不舉刀來對抗在池田屋的討幕人士，事件之後他放棄了以前的伴侶，隨著新選組揚長而去。

## 演員

### 新選組
- 山崎蒸：市川雷藏
- 近藤勇：城健三朗
- 土方歲三：天知茂
- 沖田總司：松本錦四郎
- 芹澤鴨：田崎潤
- 山南敬助：伊達三郎
- 谷三十郎：小林勝彥
- 楠小十郎：成田純一郎
- 新見錦：須賀不二男
- 永倉新八：木村玄
- 藤堂平助：千石泰三
- 原田左之助：堂本寬
- 大石鍬次郎：薮内武司
- 平山五郎：千葉敏郎

### 平民
- 毛利志滿：藤村志保
- 深雪太夫：近藤美惠子
- 小榮：毛利郁子
- 阿梅：藤原禮子
- 角屋德衛門：玉置一惠

### 池田屋勤皇志士
- 古高俊太郎：島田龍三
- 岡本久藏：丹羽又三郎
- 宮部鼎蔵：石黑達也
- 吉田稔麿：水原浩一
- 北添佶磨：舟木洋一
- 杉山松助：中村豊
- 池田屋惣兵衛：寺島雄作

### 會津藩
- 廣澤富次郎：香川良介
- 會津隊長：嵐三右衛門

## 製作工作人員
- 企画：遷久一
- 導演：三隅研次
- 原作：子母澤寛
- 編劇：星川清司
- 攝影：本多省三
- 美術：太田誠一
- 照明：伊藤貞一
- 音樂：齋藤一郎
- 錄音：奥村雅弘
- 副導演：友枝稔議

## 外部連結
- 新選組始末記 （页面存档备份，存于）（日語）